# Демельт, Ханс
Ханс Георг Де́мельт (нем. Hans Georg Dehmelt, в США Ханс Джордж Де́мелт; 9 сентября 1922, Гёрлиц, Германия — 7 марта 2017, Сиэтл, США) — немецко-американский физик, лауреат Нобелевской премии по физике в 1989 году — половина премии совместно с Вольфгангом Паулем «за разработку метода удержания одиночных ионов». Вторую половину премии получил Норман Рамзей «за изобретение метода раздельных колебательных полей и его использование в водородном мазере и других атомных часах».
Член Национальной академии наук США (1978).

## Биография
Вырос в Берлине. После экзамена на допуск к обучению в университете (Abitur) в 1940 году был призван в Вермахт, в части ПВО. Участвовал в Сталинградской битве, после которой вернулся в Германию и в рамках военной программы изучал физику в университете Бреслау. В 1944 году был отправлен на западный фронт, где во время Арденнской битвы попал в плен к американцам.
После освобождения в 1946 году продолжил обучение в Гёттингенском университете, в том числе и у таких учёных, как Рихард Беккер, Ханс Копферман, Вернер Гейзенберг, Макс фон Лауэ, Вольфганг Пауль и Макс Планк. Во время похорон Планка был одним из тех, кто нёс его гроб. Получил диплом в 1948 году по теме томсоновского масс-спектрометра. В 1950 году защитил диссертацию, после чего был приглашён в США на место постдока. В 1952 году перешёл в Вашингтонский университет в Сиэтле, где в 1955 году стал ассистентом профессора, в 1958 году заместителем профессора и в 1961 году профессором, в том же году принял американское гражданство. В 2002 году вышел на пенсию.

## Семья
Был женат на Ирмгард Лассов. У них родился сын Герд. После смерти жены во второй раз женился на Диане Дундор.

## Научная деятельность
В 1956 году впервые описал преимущества ионных ловушек для спектроскопии высокой разрешающей силы. В последующие годы он заложил основы для строительства таких ловушек. В 1959 году ему удалось продержать в магнетронной ловушке (впоследствии названной ловушкой Пеннинга) 1 электрон в течение 10 секунд. В 1973 году ему, совместно с Дэвидом Уайнлендом и Филом Экстромом, удалось провести длительное хранение одного электрона и построение одноэлектронного генератора. В последующие годы он настолько усовершенствовал этот метод, что в 1987 году ему удалось очень точно измерить гиромагнитное отношение электрона и позитрона.
В 1989 году ему была присуждена Нобелевская премия по физике (совместно с Вольфгангом Паулем).

## Награды
- Премия Румфорда, Американская академия наук и искусств, 1985
- Нобелевская премия по физике, 1989
- Национальная медаль науки, Национальный научный фонд, США, 1995